# Yoshiki Masao
Yoshiki Masao (japanisch 吉識 雅夫; geboren 20. Januar 1908 in Fukusaki (福崎町) (Präfektur Hyōgo); gestorben 27. Juni 1993 in Tokio) war ein japanischer Schiffbauingenieur.

## Leben und Wirken
Yoshiki Masao machte 1930 seinen Abschluss an der Universität Tokio, wurde dort zunächst Lektor, dann Assistenzprofessor und unterrichtete dort von 1944 bis 1968 als Professor, bis er als „Meiyo Kyōju“ verabschiedet wurde. 1982 wurde er Präsident der „Naturwissenschaftlichen Universität Tokio“.
Yoshiki ist international bekannt für seine Forschung an der Bugform großer Öltanker mit dem Ziel, leichtere und größere Schiffe zu ermöglichen, die dann wirtschaftlicher zu betreiben sind. Er wandte dabei den Schiffsbau durch Zusammensetzen von vorgefertigten Bauteilen an.
1975 wurde Yoshiki als Person mit besonderen kulturellen Verdiensten geehrt, 1977 in die Ehrenlegion aufgenommen, 1982 wurde er mit dem Kulturorden ausgezeichnet. Sein Geburtsort ernannte ihn zum Ehrenbürger.